# Nandewar Range
Die Nandewar Range ist ein Bergland, das etwa 30 km östlich von Narrabri in New South Wales in Australien liegt. Der Gebirgszug entstand durch vulkanische Aktivitäten.

## Lage
Die Nandewar Range liegt etwa 400 km nördlich von Sydney und 210 km westlich der Küste der Tasmansee.
Im Osten ist die Nandewar Range ein Teil der Great Dividing Range, die ihren Ausgangspunkt südlich von Uralla nimmt und sich über das Nördliche Tafelland von New England erstreckt, wo es flach und hügelig ist. Am westlichen Ende wird das Bergland gebirgig und erreicht mit dem aus Vulkanen entstandenen Mount Kaputar seine größte Höhe mit 1510 Metern. Dieser Berg liegt im Mount-Kaputar-Nationalpark.
Die Nandewar Range ist die Wasserscheide zwischen dem Wassereinzugsgebieten von Namoi River und Gwydir River, die große Gebiete entwässern. Der Macdonald River entspringt bei Walcha und fließt in den Warrabah-Nationalpark, wo er Namoi River genannt wird und weiter in den Manilla River, Peel River und Mooki River. Der Horton River mündet nördlich in den Gwydir River.
Soweit das Gelände der Nandewar Range flach und hügelig ist, wird es zum Getreideanbau und als Grasland wirtschaftlich genutzt und die höheren Lagen sind teilweise bewaldet. Hohe Berge sind im Winter zeitweise schneebedeckt.

## Geschichte
Die traditionellen Eigentümer dieses Gebiets waren die Aborigines der Kamilaroi. Der erste Europäer, der in dieses Gebiet eindrang, war John Oxley im Jahr 1818. Ihm folgte 1825 der Botaniker Allan Cunningham und nach einer Expedition von Thomas Livingstone Mitchell begann 1834 die europäische Besiedlung dieses Gebiets.

## Geologie
Das Gebirge besteht aus Basalt und entstand aufgrund von vulkanischen Aktivitäten vor 21 bis 17 Millionen Jahren. Dabei wurden Schildvulkane ausgebildet, die im Verlauf der Zeit erodierten und die vulkanische Region in ihren Lavaterrassen, Lavasäulen und Gesteinsgängen formte.
In dem Berggebiet von 800 km² Größe kommen neben Basalten auch Trachyte und Rhyolithe vor. Die Basalte erreichen am Bullawa Creek in Richtung Mount Kaputar eine Mächtigkeit von 800 Metern.

## Berge
Berge in diesem Gebirge sind:
- Bushy Mountain
- Castletop Mountain
- Gins Mountain
- Grattai Mountain
- Mount Dowe
- Mount Kaputar
- Mount Lawler
- Mount Lindesay
- Mount Ningadhun
- Mount Waa
- Mount Yulludunida
- Round Mountain